# Aichryson
Aichryson és un gènere amb 14 espècies de plantes suculentes de la família de les Crassulaceae.

## Descripció
Són herbes anuals o, més rares vegades, perennes. Tiges amb ramificació generalment dicotòmica. Fulles alternes, senceres o amb el marge lleugerament crenat, peciolades o, de vegades, sèssils, caduques, glabres o piloses.
La inflorescència és en cima dicótoma, generalment terminal, laxa o més o menys densa.
Les flors d'hexàmeres a decàmeres. Sèpals soldats fins a la meitat, verdosos, carnosos. Pètals lliures, linear-lanceolats, grocs. Estams en nombre doble que el dels pètals. Carpels parcialment inclosos en el receptacle, en nombre igual al dels pètals i sèpals. Fruit en polifol·licle. Llavors de subcilíndriques a fusiformes, de color marró.
Les espècies d'Aichryson no resisteixen les gelades.

## Distribució
Són natives de regions subtropicals, principalment de les Illes Canàries, amb algunes espècies a les Açores, Madeira i el Marroc, i una a Portugal.

## Taxonomia
Aichryson Webb & Berthel. va ser descrit per Philip Barker Webb i Sabin Berthelot i publicat a Histoire Naturelle des Iles Canaries, ...Tome troisieme [Botanique] pt. 2. Phytographia Canariensis. Paris. i. 180. t. 27.1840.
Es relacionen estretament amb Sempervivum, Jovibarba, Greenovia, Aeonium i Monanthes, amb flors similars. Recents estudis de Crassulaceae indiquen que l'Aichryson està estretament relacionat amb Monanthes i Aeonium (ambdós gèneres també endèmics de les Illes Canàries). Dos gèneres de Crassulaceae Sempervivum i Jovibarba no estan tan estretament relacionats amb els tres de les Illes Canàries.

### Etimologia
Aichryson: nom genèric que podria procedir del grec: aei, que significa 'sempre' i chrysos, que significa 'or', en referència al color de les flors, persistents durant molt de temps.

## Espècies
Llista de les espècies acceptades a The Plant List:
- Aichryson bethencourtianum Bolle
- Aichryson bituminosum Bañares
- Aichryson bollei Webb ex Bolle
- Aichryson brevipetalum Praeger
- Aichryson divaricatum (Aiton) Praeger
- Aichryson dumosum (Lowe) Praeger
- Aichryson laxum (Haw.) Bramwell
- Aichryson pachycaulon Bolle
- Aichryson palmense Webb ex Bolle
- Aichryson parlatorei Bolle
- Aichryson porphyrogennetos Bolle
- Aichryson punctatum (C.Sm. ex Link) Webb & Berthel.
- Aichryson tortuosum (Aiton) Webb & Berthel.
- Aichryson villosum (Aiton) Webb & Berthel.

## Galeria d'imatges

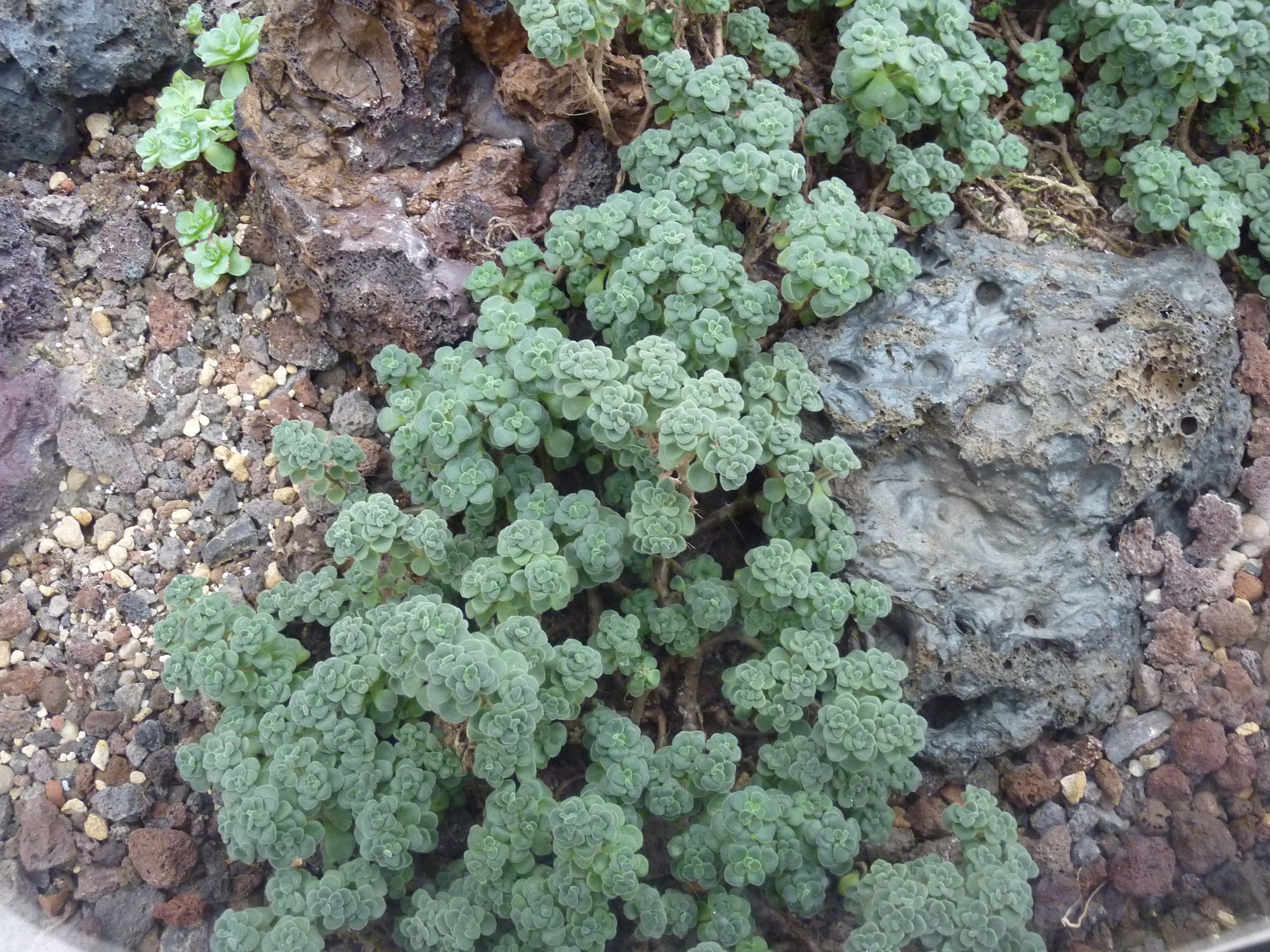
A. bethencourtianum
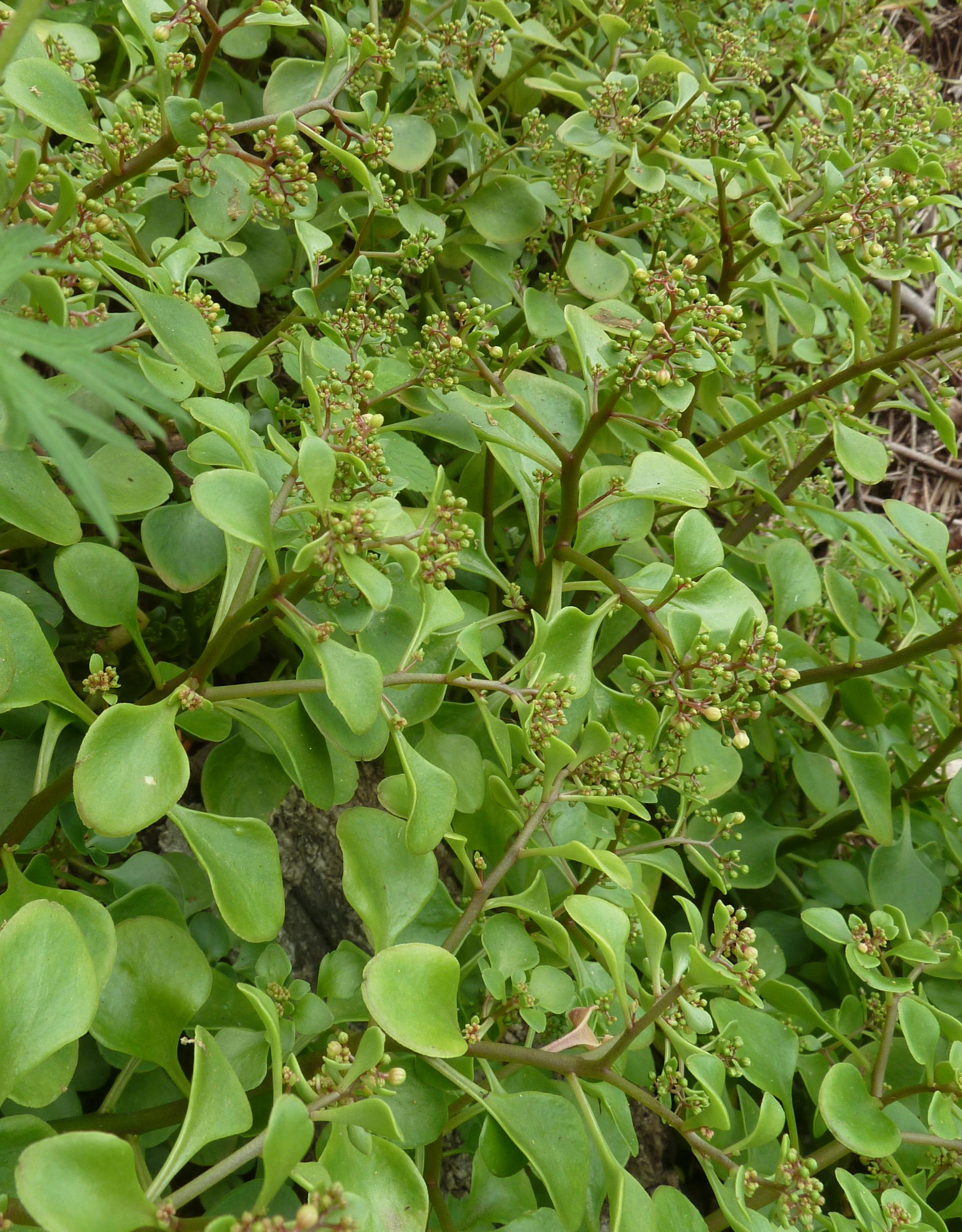
A. divaricatum
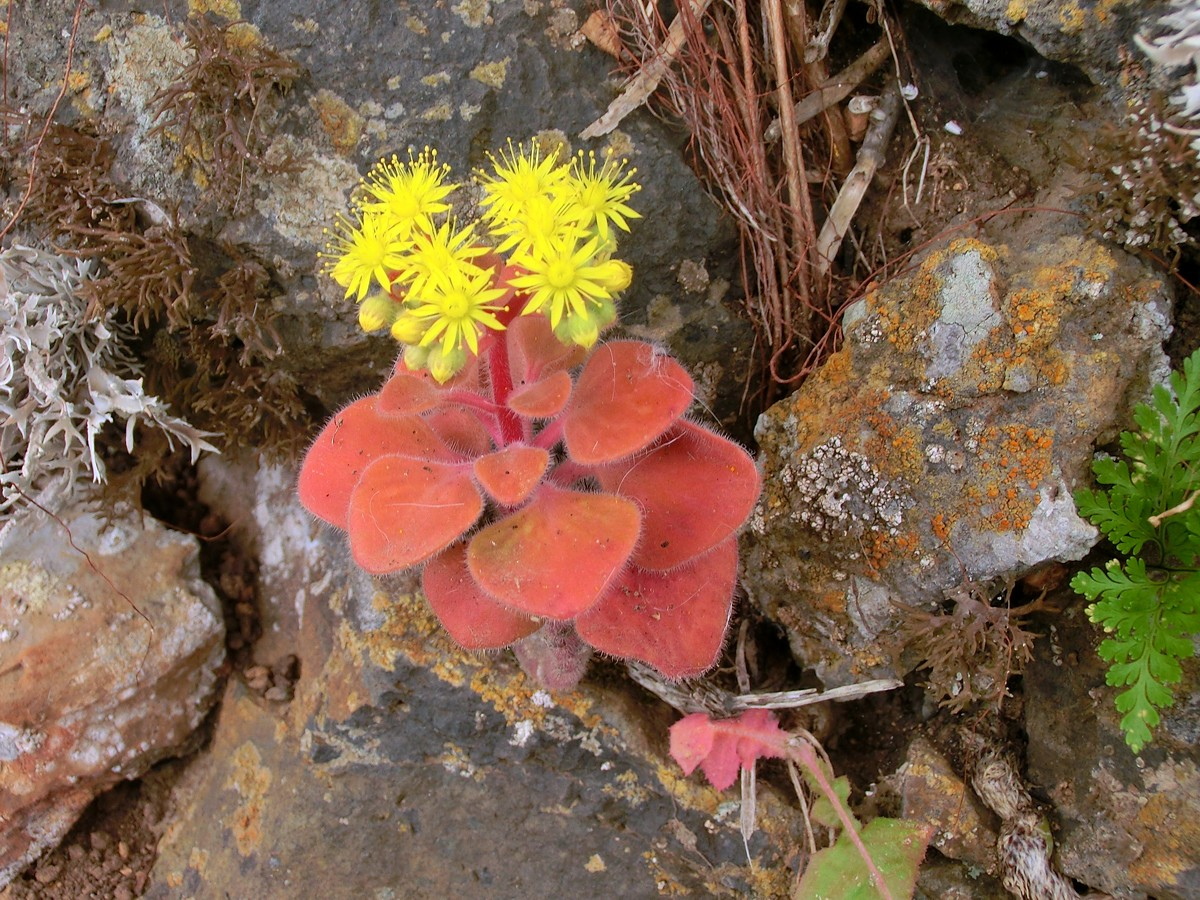
A. laxum
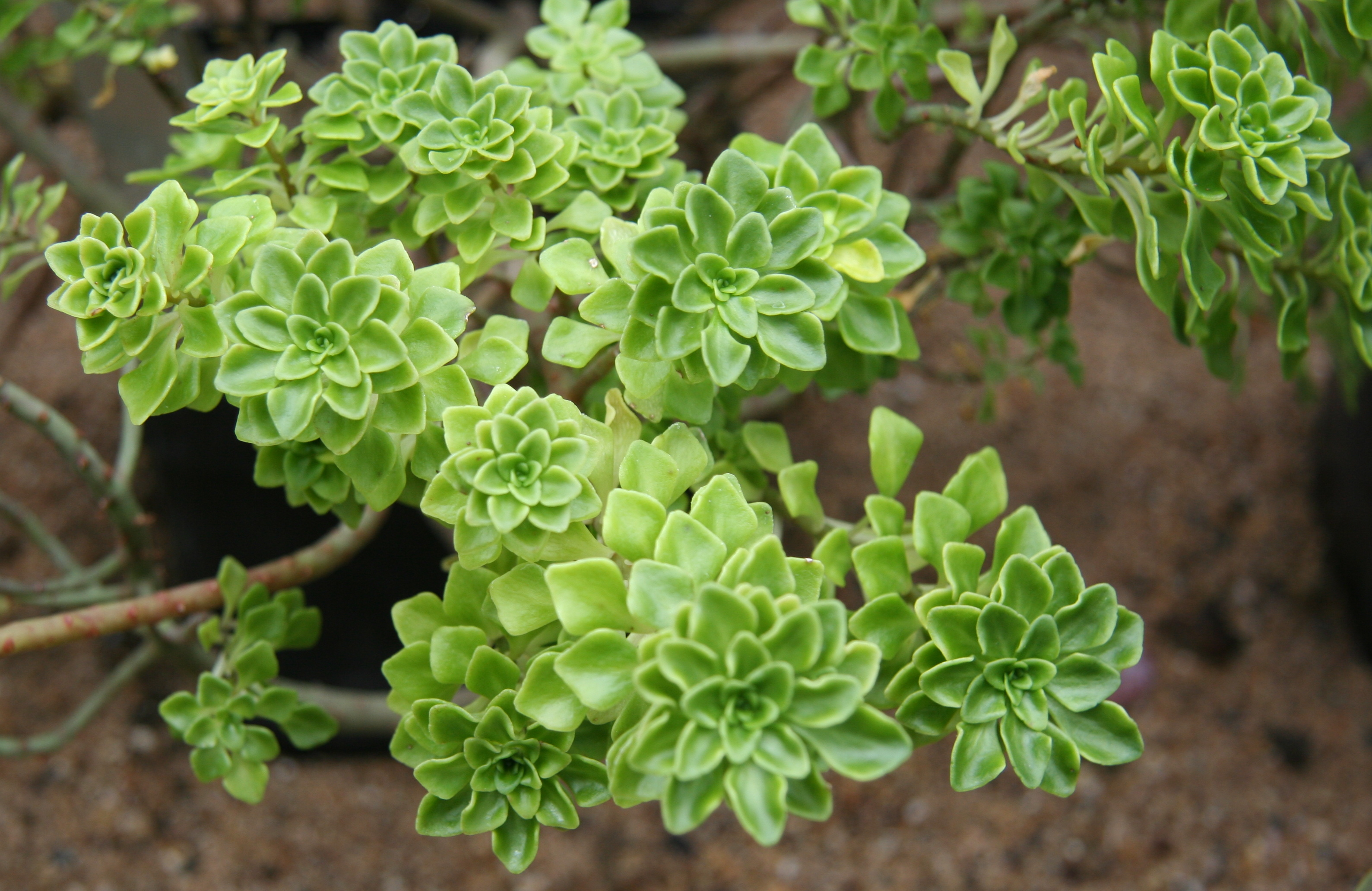
A. pachycaulon
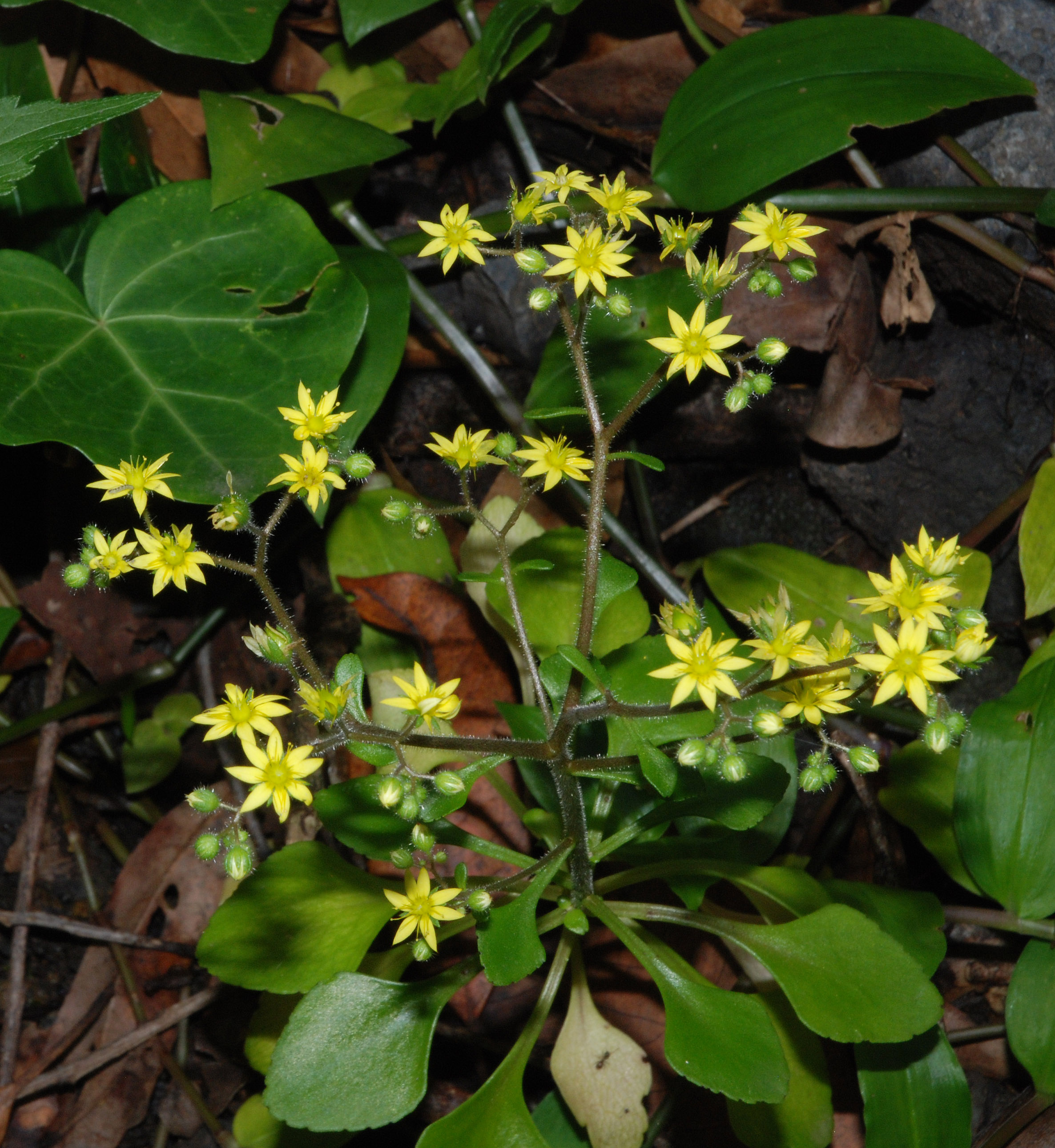
A. punctatum
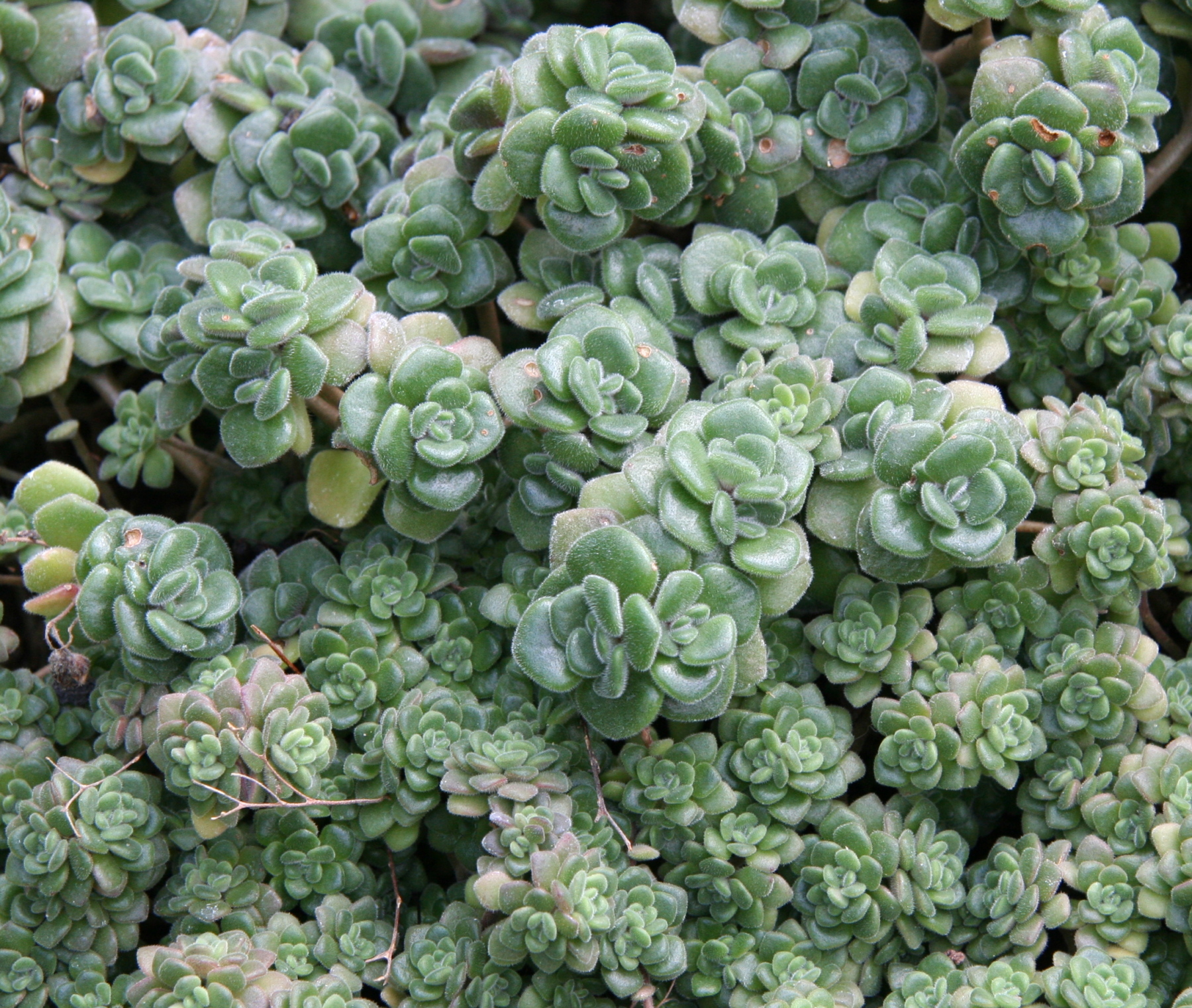
A. tortuosum
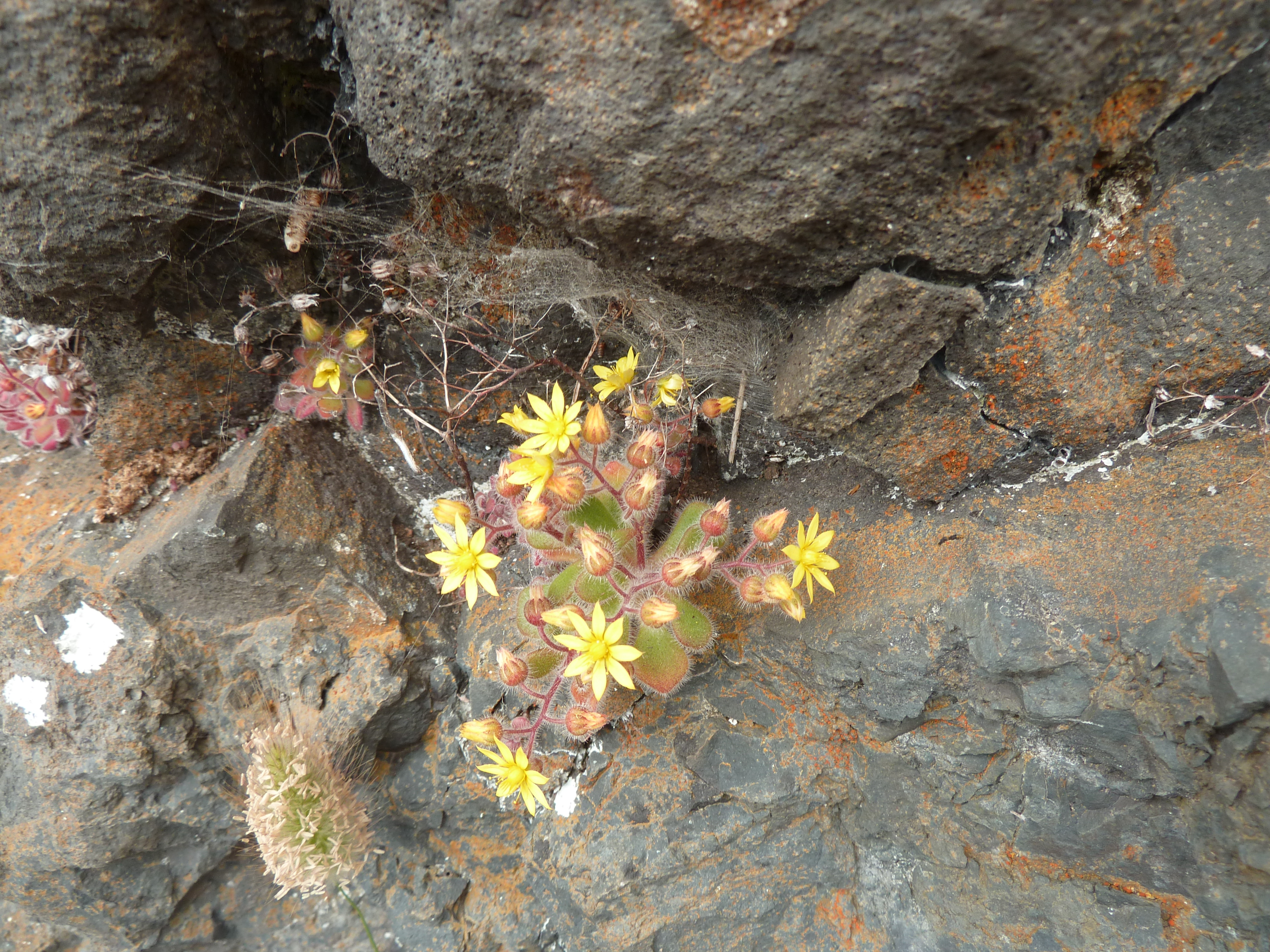
A. villosum